# Awili
Awili est un prénom féminin donné par les Anuak (peuple du Soudan du Sud et d'Éthiopie) à une fille qui n'a pas de sœur mais beaucoup de frères. Awili est aussi le personnage principal d'une série de contes où une jeune fille doit faire face à l'hostilité d'un ou plusieurs de ses frères.

## L'Histoire d'Awili
En 1935, au cours de son étude sur le système politique du peuple Anuak, l'ethnologue anglais Edward Evan Evans-Pritchard (1902-1973) a récolté une série de contes. Leurs transcriptions en langue anglaise furent par la suite publiées en 1940 dans la revue Sudan Notes and Records. Parmi ces contes figure une version de l'histoire d'Awili sous le titre « The story of Awili »:
Owili tombe amoureux de sa sœur Awili et veut en faire son épouse. Leurs parents ne font rien contre ce projet incestueux. Quand Owili tente de violer Awili, cette dernière se défend en lui tranchant le pénis. Awili ameute toutes les filles du villages et toutes décident de fuir dans la savane. Awili part accompagnée d'un chien blanc. Après avoir erré plusieurs jours, elles trouvent un refuge en s'engouffrant dans le monticule d'une gigantesque termitière.
Le lendemain matin, un taureau s'approche de la termitière et se met à se frotter contre le monticule pour se gratter. Toujours cachée, Awili se met à chanter. Intrigué, le taureau se met à écouter en portant ses oreilles contre la termitière. Des bouviers, en voyant ainsi faire l'animal, s'approchent et entendent eux aussi le chant d'Awili. Le chef du village est prévenu et le jour suivant, il ordonne à ses hommes de percer la termitière. Les fuyardes sortent de leur cachette, les hommes se saisissent d'elles et en font leurs épouses. Mais Awili reste cachée en se jetant dans la gueule du chien blanc. Seul un garçon pauvre et laid ne parvient pas à avoir d'épouse. Il se contente alors de rentrer chez lui avec le chien blanc tenu en laisse.
À la maison, le chien refuse toute nourriture et reste couché au sol. Quand le garçon et sa mère se rendent dans les champs, le chien laissé seul se met à vomir Awili. La fille se met alors à faire le ménage, la cuisine et toutes les autres tâches domestiques. Le soir, Awili ressaute dans le ventre du chien. Le troisième jour, sur les conseils de sa mère, le garçon fait semblant de partir. Mais il fait demi-tour et se cache dans les broussailles. Quand Awili se fait vomir par le chien, le garçon se jette sur elle et la capture.
Découverte, Awili ordonne à trois filles de brasser de la bière. Lors d'une fête elle se montre à tous les villageois richement habillée, telle un chef. Elle proclame alors que le pauvre garçon est son mari. Le chef du village, en voyant la fille veut en faire son épouse. Mais Awili refuse. Jaloux, le chef fait tuer le pauvre garçon lors d'une expédition punitive et cache le corps sous des branches recouvertes d'épines. Mais le chien blanc découvre la dépouille du garçon et mène Awili sur le lieu du drame. Awili entonne alors un chant et fait revivre son époux qui devient un chasseur très habile capable de traquer antilope, girafe et autruche.
De retour au village, Awili se venge du chef et des meurtriers en les engloutissant sous terre. Mais au bout d'un mois, sur les suppliques de son époux, elle les fait ressortir sur la promesse de la laisser vivre en paix puis devient le chef du village.

## Le garçon amoureux de sa sœur
Quarante ans après l'anglais Evans-Pritchard, le suisse Conradin Perner a recueilli une version très lacunaire du conte « The story of Awili ». Le récit titré « A boy in love with his sister » ne parle plus d'une tentative mais d'un viol consommé. Ici aussi, la transgression incestueuse se termine avec la mutilation du pénis. Mais il est en plus précisé que le frère meurt de cette blessure:

« Awili devint très triste à cause de son frère. Son frère ne cessait d’insister. Une nuit, alors qu’elle dormait, il fit l’amour avec elle. Comme Awili se méfiait de son frère, elle portait sur elle une hache et une lame de rasoir. Quand son frère lui eut fait l’amour, elle se réveilla, se saisit de sa hache et le frappa. Elle prit ensuite la lame de rasoir et lui coupa le pénis. Elle tua son frère. C’est ainsi qu’elle se retrouva seule, sans son frère. »

— D'après la version « A boy in love with his sister » de Conradin Perner.
Le conte fait l'impasse sur l'épisode la fuite d'Awili mais se poursuit avec le motif du chant au bovidé. Un jour, une vache s'approche d'Awili en foulant la poussière de sol. Quand Awili lui demande d'arrêter, la vache lui avoue qu'elle est en fait son frère:

« Un jour, tandis qu’elle était assise, une vache vint vers elle tout en foulant le sol avec ses sabots. Le sol et la poussière recouvrirent son corps. Elle dit à la vache: " Vache, vache, vache, vache, ne répand  pas le sol dans les yeux d’Awili, la fille de l’Aigle, pour l’aveugler. Ne sais-tu pas qu’Awili, la fille de l’Aigle, tua son frère avec une hache et qu’elle trancha son pénis avec une lame de rasoir ? ". La vache répliqua: " Awili, ma sœur, fuyons au loin, je t’aime trop ! " »

— D'après la version « A boy in love with his sister » de Conradin Perner.